# 靳用
靳用（1238年—1313年），元朝将领，平阳曲沃人，靳和次子。
靳用初授荣河县尹，转任汲縣尹。朝廷建议开沁水通漕，靳用力争不可，以全家籍没为请，事情终止。后来沁水涌溢，壤民田千余顷。拜监察御史，出为岭北湖南道廉访佥事。有廉直的名声。1297年，担任解州知州，1304年，擢升为岳州路治中，以晋宁路同知致仕。1313年，去世。